# Myrsine juergensenii
Myrsine juergensenii là một loài thực vật có hoa trong họ Anh thảo. Loài này được (Mez) Ricketson & Pipoly mô tả khoa học đầu tiên năm 1998.